# Gestreepte xenops
De gestreepte xenops (Xenops rutilans) is een zangvogel uit de familie Furnariidae (ovenvogels).

## Verspreiding en leefgebied
Deze soort komt voor van Costa Rica tot Venezuela en Bolivia en telt elf ondersoorten:
- X. r. septentrionalis: Costa Rica en westelijk Panama.
- X. r. incomptus: oostelijk Panama.
- X. r. heterurus: Colombia, noordelijk Venezuela, noordoostelijk Ecuador en Trinidad.
- X. r. perijanus: Perijágebergte (noordoostelijk Colombia en noordwestelijk Venezuela).
- X. r. phelpsi: De bergen van Santa Marta (noordoostelijk Colombia).
- X. r. guayae: westelijk Ecuador en noordwestelijk Peru.
- X. r. peruvianus: van oostelijk Ecuador tot zuidelijk Peru.
- X. r. connectens: van westelijk Bolivia tot noordwestelijk Argentinië.
- X. r. purusianus: zuidelijk amazonisch Brazilië.
- X. r. chapadensis: oostelijk Bolivia en zuidwestelijk Brazilië.
- X. r. rutilans: zuidoostelijk Brazilië, oostelijk Paraguay en noordoostelijk Argentinië.

## Status
De grootte van de populatie is in 2019 geschat op 5-50 miljoen volwassen vogels. Op de Rode lijst van de IUCN heeft deze soort de status niet bedreigd.